# 达伦·巴姆福思
达伦·巴姆福思（英語：Darren Balmforth，1972年10月16日—），澳大利亚男子赛艇运动员。他曾代表澳大利亚参加2000年夏季奥林匹克运动会赛艇比赛，获得男子轻量级四人单桨无舵手银牌。